# Jan Borren
Jan Joachim Borren  (ur. 27 września 1947 w Eindhoven) – nowozelandzki hokeista na trawie.
Urodził się w Holandii. Dwukrotnie brał udział w igrzyskach olimpijskich. W Meksyku w 1968 zajął 7. miejsce, a w Monachium w 1972 9. miejsce. Jego brat Thur także był hokeistą na trawie oraz olimpijczykiem.